# Pholidota recurva
Pholidota recurva är en orkidéart som beskrevs av John Lindley. Pholidota recurva ingår i släktet Pholidota och familjen orkidéer. Inga underarter finns listade i Catalogue of Life.